# Anasaitis decoris
Anasaitis decoris är en spindelart som beskrevs av Bryant 1950. Anasaitis decoris ingår i släktet Anasaitis och familjen hoppspindlar. Inga underarter finns listade i Catalogue of Life.